# Erhard Friedberg
Pour les articles homonymes, voir Friedberg.
 (janvier 2014).
Si vous disposez d'ouvrages ou d'articles de référence ou si vous connaissez des sites web de qualité traitant du thème abordé ici, merci de compléter l'article en donnant les références utiles à sa vérifiabilité et en les liant à la section « Notes et références ».
Erhard Friedberg, né en 1942, est un sociologue autrichien. Chercheur au CNRS et professeur de sociologie à l'Institut d'études politiques de Paris, il est un des plus importants chefs de file de ce qu'on appelle « L'école française de sociologie des organisations », développée par Michel Crozier depuis les années 1960.

## Biographie
Erhard Friedberg est membre du Centre de sociologie des organisations (CSO) de l'IEP de Paris, depuis sa création. Il l'a dirigé pendant 15 ans (1992-2007) et y a développé un programme doctoral important. 
À Sciences-Po, il a été responsable de la mention « Sociologie de l'action : organisation, marché, régulation politique » du Master Recherche de Sciences-Po (2004-2008), après avoir animé le DEA de sociologie créé par Michel Crozier (1992-2005).
Il a participé à la création et dirigé le « Master of Public Affairs » (MPA) de Sciences Po de 2006 à 2012, un programme post-graduate dans le cadre du « Global Public Policy Network » (GPPN), en partenariat avec Columbia University, la London School of Economics, la Lee Kuan Yew School of Public Policy de Singapour et la Hertie School of Governance à Berlin. Il a participé à la création de la SGPP (School of Government and Public Policy) en 2012, la première école de politique publique indonésienne (Jakarta). Il a organisé et dirigé son premier programme en 2013-2014.
Après avoir enseigné de nombreuses années la théorie des organisations à Sciences Po, il est maintenant Professeur émérite. Il a été honoré Docteur honoris causa par l'Université de Liège en 2012.

## Un modèle théorique de l'organisation
La contribution  principale d'E. Friedberg à l'analyse des organisations est le développement systématique d'un cadre théorique et d'une démarche méthodologique pour l'analyse de l'action organisée. Dans L'Acteur et le Système (1977), écrit en collaboration avec Michel Crozier, et dans Le Pouvoir et la Règle (1993), il a élaboré un modèle théorique général de l'organisation comprise comme un « processus toujours politique de construction et de maintien d'ordres locaux ou partiels », c'est-à-dire comme une structure d'interactions relativement ordonnée entre des acteurs individuels et collectifs liés par de l'interdépendance stratégique. Les organisations formelles ne sont dans cette perspective qu'un sous-ensemble dans un continuum de tels « ordres locaux », et le cadre théorique et analytique élaboré pour leur analyse peut donc être transposé à l'étude de contextes d'actions apparemment moins structurés et formalisés comme des mouvements de mobilisations politiques et sociales, des arènes de politiques publiques, des marchés et d'autres formes d'action collective.
Dans L'Analyse sociologique des organisations (1972), il donne une première présentation de ce qu'il appellera plus tard « la sociologie  de l'action organisée » et de l'outil méthodologique qui l'accompagne, à savoir l'analyse stratégique des organisations ou l'analyse stratégique des systèmes d'acteurs.

## Publications
- Observing Policy-Making in Indonesia, Approaches the world of policy-making from the perspective of implementation. With Mary Hilderbrand, Springer, Singapore, 2017
- "Let Them be Policymakers, not Technocrats", janvier 2014, in Strategic Review. The Indonesian Journal in Leadership, Policy and World Affairs January-March 2014.
- L'Encyclopédie des sciences de l'organisation (ed), screeningorganisation.com, Montreuil, 2014 (version anglaise The Multimedia Encyclopedia of Organization Theory), screeningorganisation.com, Montreuil, 2014
- "Conflict of Interest from the Perspective of the Sociology of Organized Action" in Conflict of Interest in Global, Public and Corporate Governance, Anne Peters & Lukas Handschin (eds), Cambridge University Press, 2012
- "Institutional Change as an Interactive Process. The Case of the Modernization of the French Cancer Centers", with Patrick Castel in Organization Science, mars 2010.
- Le Pouvoir et la Règle. Dynamiques de l'Action organisée, Seuil, Paris, 1993 (Local Orders: Dynamics of Organized Action, JAI Press, 1997)
- L’État face aux universités, avec Christine Musselin, Paris, Anthropos, 1993,
- Le jeu du catalogue : les contraintes de l'action culturelle dans les villes, avec Philippe Urfalino, Paris, La Documentation française, 1991
- Les politiques culturelles des villes et leurs administrateurs, avec Mario d'Angelo et Philippe Urfalino, La Documentation française, 1989
- L'Acteur et le Système. Les Contraintes de l'action collective, avec Michel Crozier, 1977 (rééd. Seuil, coll. Points essais, 1992)